# Lalla Aicha
Lalla Aicha, född okänt år, död efter 1846, var en algerisk regent. Hon var regent i oas-sultanatet Touggourt i Algeriet som förmyndare för sin son sultan Abd ar-Rahman mellan 1833 och 1846. 

## Biografi
Lalla Aicha var gift med antingen sultan Amer av Touggourt (regerade 1822–1830) eller sultan Ibrahim III (regerade 1830–1831). Hennes make mördades av sin bror sultan Ali (regerade 1831–1833). Lalla Aicha avsatte sin förre svåger med hjälp av en hovfraktion, lät döda honom och ersätta honom med sin egen åtta år gamla son, varpå hon tog makten som regent under sin sons omyndighet och tog titeln Khalifa.
Lalla Aicha ska ha varit en skicklig regent. Sulayman IV uppgav 1854 att hon red hästar, bar en pistol vid bältet och rökte hasch, och att hennes regeringstid präglades av extremt våld (vilket dock inte var ovanligt i regionen). Hon överlämnade makten till sin son efter tretton års regering år 1846.